# KAC PDW
Die KAC PDW ist eine Personal Defence Weapon der amerikanischen Firma Knight’s Armament Company. Das erste Mal wurde die PDW, neben der neuen Patrone im Kaliber 6 × 35 mm, im Jahr 2006 auf dem NDIA Small Arms Symposium in Albuquerque der Öffentlichkeit präsentiert.
Bis jetzt (Stand: Juli 2013) ist der Status der PDW unbekannt, es ist aber davon aus zu gehen, dass sie sich immer noch im Prototypen- beziehungsweise Vorserienstadium befindet. KAC bietet alternativ eine stark modifizierte und auf der 5,56-mm-Version der AR-15 basierende PDW mit der Bezeichnung SR-635 an, die bereits den Einsatz und somit die Vorteile der speziellen KAC PDW-Munition bieten soll.

## Entwicklung
Die PDW wurde von Anfang an komplett am Computer (CAD) um die Patrone 6 × 35 mm herum konstruiert. Damit wollte KAC diverse Probleme umgehen die entstehen, wenn man ein zu kleines oder zu großes Kaliber in eine Waffe mit kurzem Lauf kombiniert. Bei einem zu kleinen Kaliber ist die effektive Schussreichweite und Durchschlagskraft gering, wogegen der Schütze bei größeren Kalibern durch einen starken Rückstoß, sowie ein großes Mündungsfeuer behindert wird.
KAC achtete darauf, dass die Bedienelemente, wie sie beim AR-15/M4 vorhanden sind, auch an der PDW verwendet werden. KAC will mit der PDW einen Ersatz für die HK MP5 beziehungsweise für kurzrohrige 5,56-mm-Waffen (CQC-Varianten) schaffen.

## Technik
Die PDW verfügt über einen skelettierten Klappschaft und eine Picatinny-Schiene oben auf dem Waffengehäuse mit einer Offenen Visierung. Die beiden ungewöhnlichsten Merkmale der PDW dürften der mit gleichförmigen, runden Dellen versehene Lauf, sowie der zylinderförmige Mündungsfeuerdämpfer mit den viereckigen Einschnitten sein.
Die Waffe hat eine effektive Reichweite von 300 Metern.

## Munition
Die KAC PDW nutzt das spezielle Kaliber 6 × 35 mm des Herstellers Hornady. Die Munition erlaubte unter anderem eine Verkürzung des Griffstücks und des Magazinschachts sowie generell kleinere Magazine im Vergleich zum M4.

## Modellvarianten
| Variante       | Kaliber   | Lauflänge mm | Gesamtlänge: Schulterstütze ausgeklappt (Schulterstütze eingeklappt) mm | Gewicht: ohne Magazin kg | Anmerkung |
| -------------- | --------- | ------------ | ----------------------------------------------------------------------- | ------------------------ | --------- |
| PDW 8" Barrel  | 6 × 35 mm | 203,2        | 660,4 (445,4)                                                           | 1,95                     |           |
| PDW 10" Barrel | 6 × 35 mm | 254,0        | 711 (495,3)                                                             | 2,33                     |           |